# 耿典华
耿典华（1935年8月—），男，江苏镇江人，中华人民共和国政治人物，中国共产党党员。

## 生平
1951年7月毕业于镇江京江中学（今镇江市第一中学），同年7月进入南京市电信局，1953年调动到宁波市邮电局，从机务员一直升任党委副书记，并于1966年获得南京邮电学院函授专科学位。1982年2月始任宁波市副市长，并于1983年10月至1991年6月担任宁波市市长。1991年1月出任中共浙江省委统战部部长，并于1998年1月当选浙江省政协副主席。